# Kaffenstein

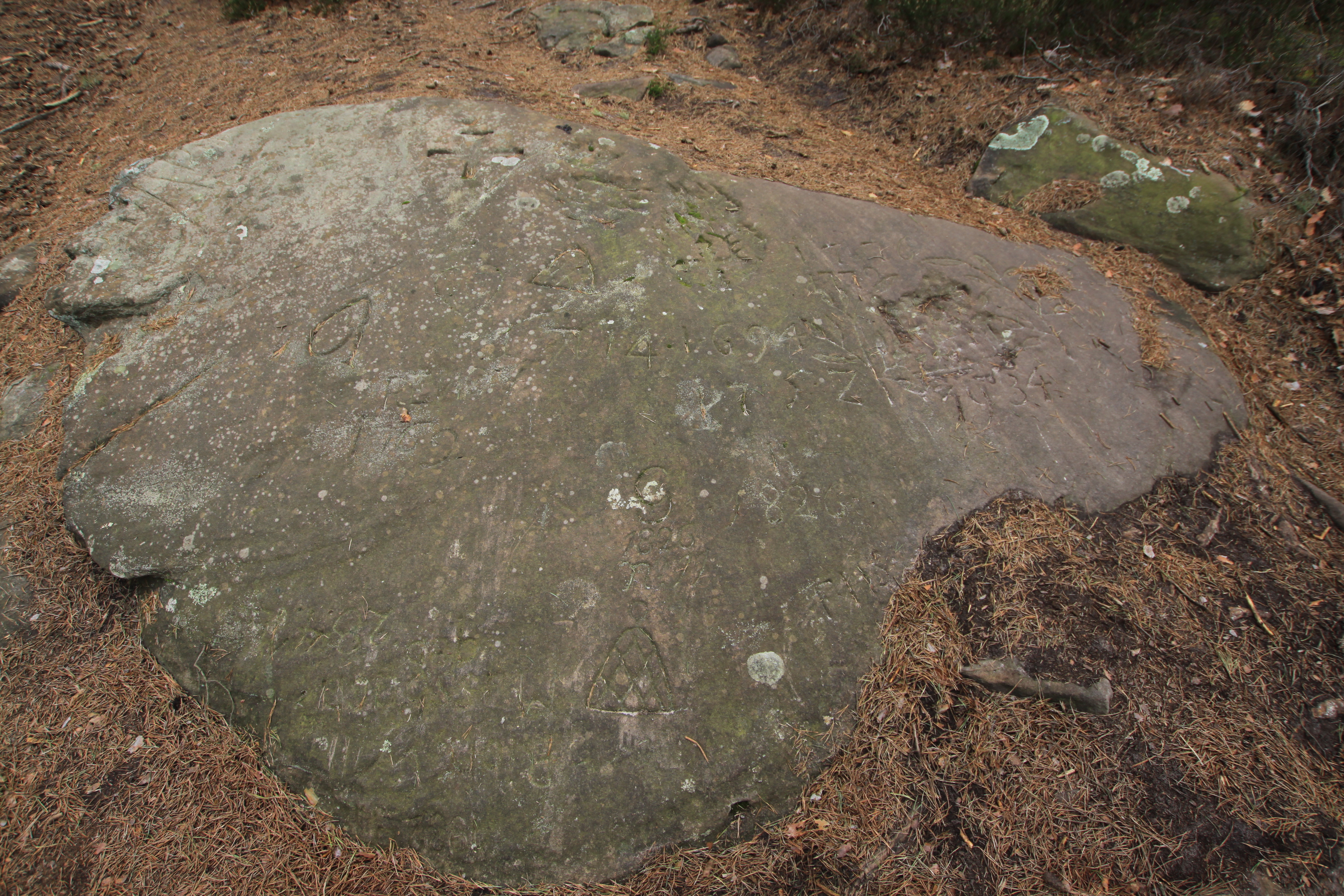
Kaffenstein

Der Kaffenstein ist ein Loogfels am Stabenberg in der Haardt, dem Ostrand des Pfälzerwalds (Rheinland-Pfalz). Er trägt spezielle Einkerbungen, mit denen eine Grenze bezeichnet wird. Sein Name rührt von „Kaften“ oder „Kerfen“ für Kerben her.
Gemäß dem Denkmalschutzgesetz des Landes Rheinland-Pfalz ist der Kaffenstein als Kulturdenkmal eingestuft. Am Stabenberg gibt es zwei weitere Loogfelsen, den Spielstein am Nordhang und den Schwehrstein am Westhang.

## Geographische Lage
Der Kaffenstein liegt am Südhang des Stabenbergs auf 390 m Höhe an der Grenze der Waldgemarkung der Landstadt Deidesheim. Der sogenannte Dreimark-Loogfels markiert die südöstliche Grenze des Deidesheimer Stadtwalds zum Gimmeldinger und Königsbacher Wald. Südwestlich unterhalb erstreckt sich das Gimmeldinger Tal, das vom Mußbach durchflossen wird. Am Bach stehen das Forsthaus Benjental und das Alte Jagdhaus Looganlage.

## Geschichte
Zum ersten Mal wurde der Fels im Jahr 1534 erwähnt. Folgende Zeichen sind darauf abgebildet:
- Das einfache Kreuz steht für Deidesheim.
- Das mit einem Hirschgeweih gezierte Kreuz steht für Königsbach, das früher den Herren von Hirschhorn gehörte.
- Das Rautenschild steht für die Kurpfalz.
- Der Buchstabe „G“ steht für Gimmeldingen, das „K“ für Königsbach, und das „a“ ist ein Nummerierungsbuchstabe.

Neben diesen Zeichen sind noch die Jahreszahlen 1694, 1705, 1714, 1769, 1776, 1779, 1818 und 1826 auf dem Felsen verzeichnet. Sie wurden bei Grenzbegehungen auf dem Felsen hinterlassen. In früheren Jahren, als es noch keine Pläne über den Verlauf der Gemarkungsgrenzen gab, waren solche Grenzbegehungen alle sieben Jahre üblich, damit sich die Beteiligten den Verlauf einprägen und die Zeichen aufs Neue verinnerlichen konnten. Als dann in späterer Zeit solche Pläne vorlagen, gewannen solche Grenzbegehungen, an denen dann mehr Personen teilnahmen, immer mehr einen Volksfestcharakter.